# Uropyia hammamelis
Uropyia hammamelis är en fjärilsart som beskrevs av Clayton Dissinger Mell 1931. Uropyia hammamelis ingår i släktet Uropyia och familjen tandspinnare. Inga underarter finns listade i Catalogue of Life.